# Даутов, Нияз Курамшевич
Ния́з Кура́мшевич Да́утов (23 сентября 1913, Казань — 16 апреля 1986, там же) — советский оперный певец, театральный режиссёр, педагог. Народный артист РСФСР (1957), лауреат Республиканской премии имени Габдуллы Тукая (1958).

## Биография
Родился в Казани в купеческой семье.
После окончания Татарской оперной студии при Московской консерватории в 1938 году несколько лет занимался вокалом в самой консерватории.
С 1943 года — солист в Свердловского театра оперы и балета, со временем выступал и как театральный режиссёр. В 1953 году окончил Свердловскую государственную консерваторию. В 1956 году был приглашён главным режиссёром Татарского театра оперы и балета, где также был солистом оперной труппы.
С 1960 года — вновь солист и режиссёр Свердловского театра оперы и балета. В 1965 году стал главным режиссёром Челябинского театра оперы и балета, проработал на этой должности десять лет. С 1975 года — главный режиссёр Татарского театра оперы и балета и заведующий кафедрой оперной подготовки Казанской консерватории, с 1982 года — профессор. Многие именитые вокалисты Татарстана с благодарностью вспоминают Н. Даутова, называя его своим учителем и наставником.
Был одним из организаторов Международного оперного фестиваля имени Ф. И. Шаляпина в Казани.
Ушёл из жизни 16 апреля 1986 года, накануне гастрольной поездки театра в Москву. Похоронен на Ново-Татарском кладбище в Казани.

## Творческая деятельность
Самой первой большой ролью Нияза Даутова стал Ленский в «Евгении Онегине» Чайковского. Потом были Ромео в опере «Ромео и Джульетта» Гуно, Альфред в «Травиата» Верди, Дубровский и Фауст в одноимённых операх Направника и Гуно. Прекрасный голос и актёрское дарование принесли певцу успех на оперных сценах Свердловска, Челябинска, Казани. А фильм «Сильва» (1944), снятый свердловскими кинематографистами, где он исполнил роль Эдвина, сделал Нияза Даутова всесоюзной знаменитостью.
Нияз Даутов ставил оперы в разных городах страны. Среди его постановок — произведения мировой оперной классики «Кармен», «Чио-Чио-сан», «Богема», «Пиковая дама», «Отелло», «Борис Годунов». За тридцать лет режиссёрской работы он поставил почти 80 спектаклей. Особая страница в его творчестве — оперы татарских композиторов «Алтынчеч» Н. Жиганова, «Самат» Х. Валиуллина, «Джигангир» Р. Губайдуллина, «Кара за любовь» Б. Мулюкова. Разнообразие постановок режиссёра не уступало его актёрскому репертуару: в некоторых из поставленных им опер Н. Даутов блестяще исполнил центральные партии. В своей режиссёрской работе Даутов любил выразительные мизансцены, яркую зрелищность и театральность: он был приверженцем романтического стиля, художественно-образной символики.

## Театральные работы
Партии
- Ленский — «Евгений Онегин» П. Чайковского
- Дубровский — «Дубровский» Э. Направника
- Герцог — «Риголетто» Дж. Верди
- Альфред — «Травиата» Дж. Верди
- Кассио — «Отелло» Дж. Верди
- Ромео — «Ромео и Джульетта» Ш. Гуно
- Фауст — «Фауст» Ш. Гуно

Постановки
- «Алтынчеч» Н. Жиганова
- «Богема» Дж. Пуччини
- «Борис Годунов» М. Мусоргского
- «Демон» А. Рубинштейна
- «Джигангир» Р. Губайдуллина
- «Дон Карлос» Дж. Верди
- «Каменный гость» А. Даргомыжского
- «Кара за любовь» Б. Мулюкова
- «Кармен» Ж. Бизе
- «Опричник» П. Чайковского

- «Отелло» Дж. Верди
- «Пиковая дама» П. Чайковского
- «Половодье» К. Кацман
- «Самат» Х. Валиуллина
- «Травиата» Дж. Верди

Мемориальная доска в Казани

- «Царская невеста» Н. Римского-Корсакова
- «Чио-Чио-сан» Дж. Пуччини

## Фильмография
- 1944 — Сильва — Эдвин Воляпюк, князь

## Звания и награды
- Республиканская премия имени Габдуллы Тукая (1958);
- заслуженный артист РСФСР (01.07.1954)[4];
- народный артист РСФСР (15.06.1957)[4];
- орден Дружбы народов (1983)[5].

## Память
На доме в Казани по улице Театральная, 5, где Н. Даутов жил с 1956 по 1960 год, установлена мемориальная доска.